# 天水圍公共圖書館

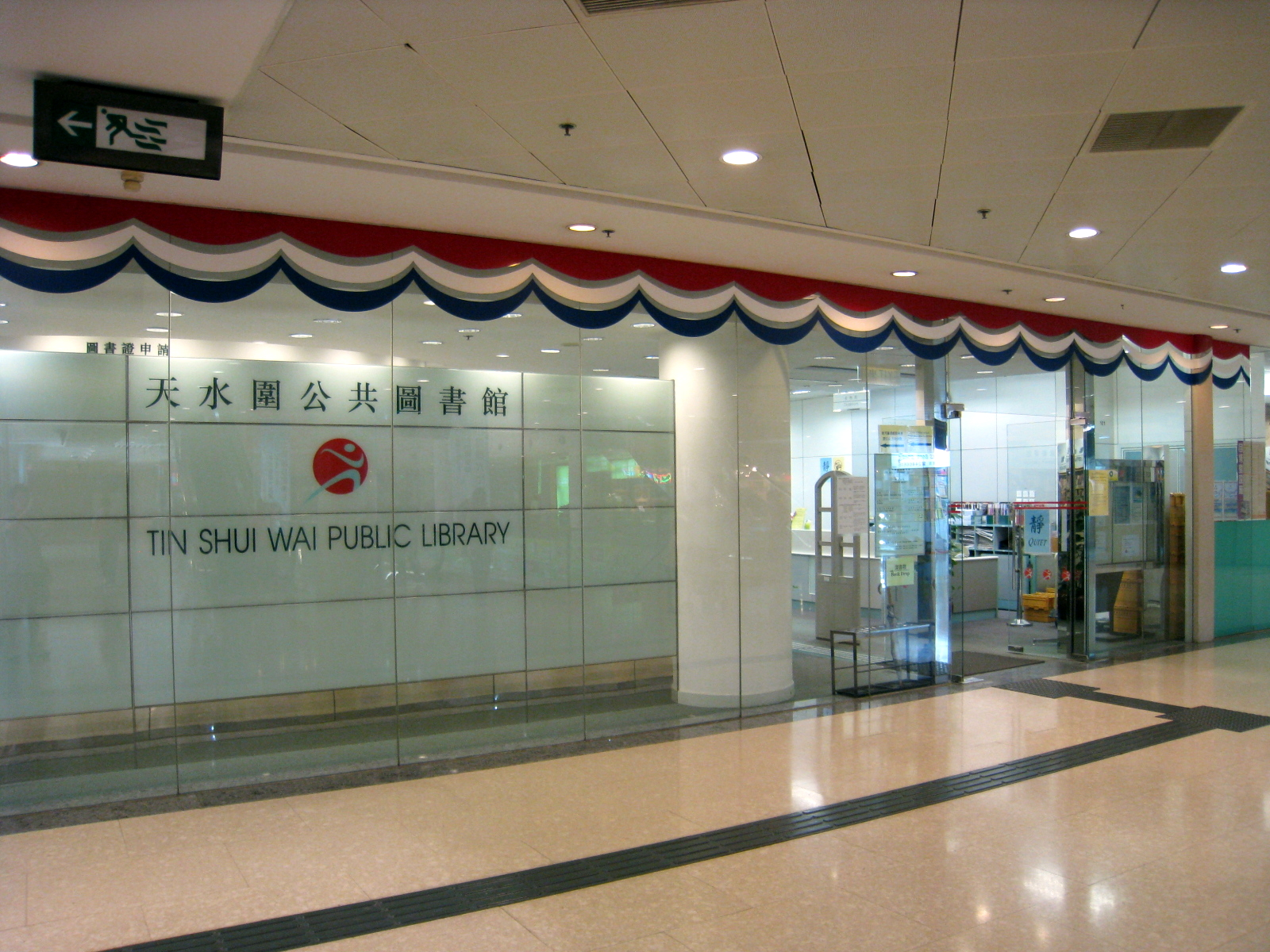
天水圍公共圖書館

天水圍公共圖書館（英語：Tin Shui Wai Public Library）是香港一所已經關閉的公共圖書館，舊址位於新界元朗區天水圍新市鎮嘉湖銀座（今+WOO 嘉湖）二期1樓101至102號，面積為1,570平方米，由康樂及文化事務署管理。天水圍公共圖書館在2013年2月27日後已停止服務，並由屏山天水圍公共圖書館取代。

## 歷史
在1997年11月3日，臨時區域市政局轄下的元朗區委員會考慮到，元朗區的人口將在2006年上升至59萬多人，而區內只有一所位於壽富街元朗政府合署的元朗公共圖書館，故此元朗區委員會決定於天水圍天福路和屏廈路交界（即屏山天水圍文化康樂大樓現址）興建一家公共圖書館。可是圖書館遲遲未落成，故此需要興建臨時天水圍公共圖書館（即此圖書館），功能是在新公共圖書館落成前，為天水圍南居民提供服務。臨時圖書館於2001年10月12日開館。
2007年民政事務局提交到香港立法會的文件表示，天水圍公共圖書館極受區內居民歡迎，平均每日外借圖書館資料為4,682件。在圖書館的繁忙時間，平均每小時約有2,200到訪人次，每日有12,000到訪人次。
臨時區域市政局解散後，香港政府於2007年11月動工興建屏山天水圍文化康樂大樓，並在大樓內興建樓面面積達6,100平方米的屏山天水圍公共圖書館。2013年1月2日，時任康樂及文化事務署署長馮程淑儀簽署命令，宣布屏山天水圍公共圖書館自同年2月28日起投入服務，而位於嘉湖銀座（今+WOO 嘉湖）的圖書館自當日起則不再開放。天水圍公共圖書館的原址已改建為香港賽馬會投注站。

## 設施及服務
天水圍公共圖書館的設施包括：
- 成人圖書館
- 還書箱
- 兒童圖書館
- 衣物間
- 電腦資訊中心
- 推廣活動室
- 互聯網/電子資源工作站
- 多媒體資料圖書館
- 報刊閱覽部
- 參考圖書部
- 自助借書機
- 自助影印機
- 學生自修室

天水圍公共圖書館所提供的服務則包括：
- 視聽服務
- 集體借閱服務
- 還書箱服務
- 兒童多媒體資料服務
- 為視障人士提供的電腦服務
- 互聯網/電子資源服務
- 借閱服務
- 多媒體資訊系統服務
- 報刊閱覽服務
- 推廣活動
- 讀者諮詢服務
- 參考及資訊服務
- 預約圖書館資料服務
- 自助借書服務
- 自助影印服務

## 開放時間
以下時間以香港時間計算。

### 開放時間（2001年10月12日至2009年3月31日）
- 星期一至星期五（星期四除外）：09:00-20:00
- 星期六：09:00-19:00
- 星期日及公眾假期：09:00-17:00
- 星期四、元旦日、農曆年初一至年初三 、耶穌受難日 、聖誕節及聖誕節翌日：休息

### 開放時間（2009年4月1日至2013年2月27日）
- 星期一至星期六（星期四除外）：09:00-20:00
- 星期四：12:00-20:00
- 星期日及公眾假期：09:00-17:00
- 元旦日、農曆年初一至年初三 、耶穌受難日 、聖誕節及聖誕節翌日：休息[8]

## 交通
港鐵
- █  輕鐵銀座站

巴士：

## 外部連結
- 香港公共圖書館* （页面存档备份，存于）